# Pitty
Priscilla Novaes Leone, mais conhecida como Pitty (Salvador, 7 de outubro de 1977), é uma cantora, compositora e musicista brasileira. Como cantora desde os 17 anos de idade, Pitty iniciou sua carreira profissionalmente em 1997, atuando como baterista durante dois anos na banda de punk rock Shes; apesar de realizarem alguns shows, a banda não chegou a gravar nenhum álbum. Em 1998, integra a banda de hardcore punk Inkoma, dessa vez atuando como vocalista, onde gravou um álbum de estúdio, tornando-se bastante popular na cena underground da Bahia. Em 2002, Pitty recebeu um convite do músico e produtor Rafael Ramos, que tinha como intenção produzir seu primeiro álbum solo, vindo a aceitar o convite, assinando com a gravadora Deckdisc no mesmo ano, onde lançou em 2003 o seu primeiro single, "Máscara". A canção ganhou alta rotação nas rádios, em 7 de maio de 2003 lança seu primeiro álbum de estúdio solo, Admirável Chip Novo, vendendo 250 mil cópias e tornando-se o disco de estilo rock, mais vendido de 2003 no país. O projeto ainda extraiu outras canções como "Admirável Chip Novo", "Teto de Vidro", "Equalize", "Semana que Vem" e "I Wanna Be", todos muito bem divulgados e com alta rotação nas rádios. Em 21 de agosto de 2005, chegou às lojas o seu segundo álbum de estúdio, intitulado Anacrônico, que vendeu 180 mil cópias e extraiu os singles "Anacrônico", "Déjà Vu", "De Você", além de dois de seus maiores sucessos, "Na sua Estante" e "Memórias".
Em 2009, Pitty lança seu terceiro álbum de estúdio, Chiaroscuro. O projeto gerou singles como "Me Adora", canção carro-chefe da obra, juntamente com as faixas "Fracasso" e "Só Agora". A partir de 2011, visando focar-se em outros projetos, monta ao lado de seu guitarrista Martin Mendonça, o duo de folk music Agridoce, no qual lançaram o single de sucesso "Dançando", extraído do álbum homônimo da dupla. Após três anos seguidos dedicados ao projeto, Em 2014 retorna à carreira solo e lança seu quarto álbum de estúdio, SETEVIDAS, que foi precedido pelo single de mesmo nome, sendo o seu primeiro álbum de canções inéditas em cinco anos. Em 2017, depois de uma pausa na carreira, após dar a luz a sua primeira filha Madalena Weksler, fruto de seu relacionamento com o músico Daniel Weksler, Ainda em 2017 lança o clipe Contramão e o clipe Te conecta, este sendo introduzido no quinto álbum lançado em abril de 2019 intitulado como Matriz.
Considerada uma das maiores representantes do rock brasileiro contemporâneo e uma grande potência do rock dominando toda a cena há mais de 10 anos. Em sua carreira, venceu diversos prêmios importantes da música, incluindo o Melhores do Ano, Associação Paulista de Críticos de Arte, Prêmio Multishow de Música Brasileira e o MTV Video Music Brasil, além de concorrer quatro vezes ao Grammy Latino. Pitty também já se apresentou internacionalmente, tendo feito shows em países como Portugal, Estados Unidos, Argentina e Japão. Além de já ter se apresentado em festivais de grande projeção como Rock in Rio, Lollapalooza e João Rock. Pitty, foi eleita 35º vocalista de rock mais sexy do mundo em 2010 pelo site Frantik Mag. A cantora possui um patrimônio líquido estimado em mais de R$ 6 milhões, sendo inclusive, considerada em 2011, como uma das cantoras mais bem pagas do ano no país.

## Biografia
Priscilla Novaes Leone nasceu na capital baiana, tendo apenas um único irmão, que é mais novo. Seu pai era músico e dono de um bar, já sua mãe trabalhava como vendedora de sapatos. Durante a infância, teve uma criação bastante livre por parte de seus pais, onde Pitty aproveitava a maior parte de seu tempo com brincadeiras na rua. Sua família, de origem humilde, morava no Centro de Salvador, em um pequeno apartamento alugado. Durante entrevista, anos depois, ela explicou: "A gente era uma família humilde, tudo de grana era apertado. Estudava em escola particular porque tinha bolsa. Fazia dança no Sesc, porque era barato. Mas quando era criança eu não me importava, Só queria brincar". Durante o início de sua adolescência, sua família mudou-se para Porto Seguro, no Mesorregião do Sul Baiano Lá, Pitty começou a despertar seus primeiros interesses pela música, indo cantar ao lado de seu pai em alguns em bares da cidade, com um repertório que variava de artistas nacionais de diversos estilos musicais como — Raul Seixas, Geraldo Azevedo e Alceu Valença —. Nesse período, Pitty se tornou uma adolescente rebelde, principalmente por não sentir-se à vontade no contexto social que a cercava na época: Isso resultou em vários atritos com sua mãe, gerando uma relação conflituosa entre ambas.

"Para ela deve ter sido muito decepcionante, muito angustiante lidar com isso. Ela achava que eu devia estudar, fazer faculdade – e, quando eu fui fazer faculdade, fiz música. Aparecia todo dia com uma tattoo diferente e ela “ai, meu Deus, você não vai arrumar emprego em lugar nenhum”. Fui meio camicase, podia ter realmente quebrado a cara do jeito que ela imaginava."

— Pitty sobre sua adolescência e a relação com sua mãe. 
Em uma entrevista, Pitty revelou que nessa fase surgiu seu primeiro contato com a música rock: "Foi no começo da minha "vida mundana". De descobrir quem eu era. Já tinha escutado algumas coisas de rock, minha mãe gostava de Beatles e de Raul, mas nessa época caíram nas minhas mãos umas fitas K7 e comecei: Pink Floyd, Metallica. “O que é isso? Que vigor!” Bateu". Além dos inúmeros desentendimentos com sua mãe por conta de sua personalidade forte, seus pais vieram a se separar quando Pitty tinha 13 anos, o que a fez ficar muito triste e revoltada, o que a fez ficar mais tempo fora de casa, se reunindo na casa de amigos, onde começou a tomar bebidas alcoólicas, vindo, nessa época, a ter seus primeiros envolvimentos amorosos. Seu primeiro relacionamento sério, aos 15 anos, que durou seis meses apenas, se tornou traumático para a cantora, pois seu namorado, já maior de idade, a traía constantemente, e ambos viviam entre indas e vindas. O término definitivo da relação aconteceu quando Pitty descobriu que ele filmava as relações sexuais que mantinham, sem o seu consentimento. Isso a deixou muito abalada, e após muitas brigas, ele apagou as filmagens. Pitty acabou desenvolvendo depressão e passou a frequentar psicoterapia, ficando mais de um ano sem se relacionar com ninguém. Em entrevistas, revelou que se na época compreendesse que o que lhe ocorreu era crime, o teria denunciado. Devido a separação de seus pais, Pitty viu-se obrigada a ajudar sua mãe nas despesas de casa, pois começaram a passar muitas dificuldades e o salário de vendedora de sua mãe não ajudava a cobrir todas as despesas. Mantendo pouco contato com o pai, que atrasava sua pensão, Pitty passou a exercer diversas funções profissionais, tendo começado a trabalhar aos 14 anos de idade. Atuou como recepcionista em estúdio de tatuagem, garçonete, bike girl, vendedora de sanduíches naturais na praia, e vendedora em uma loja de roupas, essa última ocupação vindo a ser a menos bem sucedida de todas, pois devido Pitty sofrer de "sincericídio", segundo suas palavras em entrevistas, sempre dava sua verdadeira opinião a respeito das roupas escolhidas pelas clientes, o que gerava desconforto. Ela relatou a experiência dizendo: "Eu queria ter uma relação honesta com o cliente e muitas vezes isso me prejudicava como vendedora. Em tese, você tem que ser honesta, mas você também tem que vender. E eu não achava isso bacana. Então, às vezes, eu tinha um ataque de sincericídio e dizia: 'Olha amiga, isso não está legal'". Preocupada com o futuro e a personalidade rebelde que a jovem adolescente estava desenvolvendo em Porto Seguro, sua mãe decidiu retornar com Pitty e seu irmão mais novo a Salvador, em 1996. De volta à sua cidade natal, Pitty começou a se envolver mais intensamente com a música, mais especificamente com a cena do rock que era presente na cena underground baiana, estilo musical onde Pitty começava a sentir-se mais retratada nas letras. Foi nessa época que a cantora ganhou o apelido dos amigos de "Pitty", mas a alcunha é, na verdade, o diminutivo de outro apelido: Pitica, forma como passou a ser chamada ainda na infância por conta da baixa estatura, mesmo tendo origem pejorativa o apelido ganhou a simpatia da cantora, passando a ser adotado como seu nome artístico.
Em 1997, Pitty forma em Salvador sua primeira banda, Shes, um conjunto de punk rock formado apenas por mulheres, atuando como baterista. Integravam o conjunto ainda Lia B (voz e guitarra), Carol Ribeiro (guitarra) e Lulu Freiras (baixo). Apesar de fazerem algumas apresentações e se tornarem populares na cena underground da Bahia, a banda não chegou a gravar nem um álbum em estúdio, chegando a participar apenas de uma coletânea francesa que tinha como objetivo reunir canções gravadas por bandas femininas nacionais, intitulada Up the Girl. No ano seguinte o grupo veio a se separar para se dedicarem a objetivos pessoais. Após o fim do grupo, em 1998, Pitty começou a trabalhar como recepcionista no estúdio de jingles e slogans e gravadora Studio Zero, até que uma colega de trabalho a comunicou que o seu irmão estava a procura uma vocalista feminina para a banda dele e o apresentou para Pedro, guitarrista do conjunto. A banda até então tocava apenas covers dos Ramones, Sex Pistols e Deep Purple. Pitty logo começou a mostrar as suas próprias composições para os músicos da banda que logo resultou em sua entrada no Inkoma, que passaria a partir daí em investir em composições próprias. Diferente do punk rock de sua antiga banda — no Inkoma Pitty passou gravar canções voltadas para o hardcore punk. Após muito pedirem para os donos do selo Studio Zero, a banda conseguiu algumas horas na madrugada para gravar nos estúdios da gravadora, a primeira demo do grupo — Pilha Pura, que teve 15 mil cópias comercializadas. Em 1999, surge a oportunidade da gravação do primeiro videoclipe da banda — "Soneto", que se tornou parte do documentário G. Constelação do Céu da Boca do Inferno de Pola Ribeiro em 2000, sobre o poeta Gregório de Matos. A música da Inkoma é baseada na letra do poema “À Cidade da Bahia”. E finalmente em 2000, a banda lança o seu primeiro e único extended play: Influir, pela extinta gravadora carioca Tamborete Entertainment. Um ano após o lançamento de Influir, o grupo chegou ao fim em 2001. Após o fim da banda, Pitty viu-se pressionada por sua mãe a cursar o ensino superior, então decidiu prestar vestibular para música, tendo sido aprovada na Universidade Federal da Bahia. Estudar música foi uma forma de continuar próxima a arte musical após o fim do Inkoma.

## Carreira

### 2002—04:Admirável Chip Novoe sucesso nacional
Em 2002, enquanto cursava a faculdade de música em Salvador, Pitty continuava a compor novas canções, porém sem pretensão de vim a gravá-las naquele momento, até que o produtor musical e diretor artístico Rafael Ramos da gravadora Deckdisc, demonstrou interesse em conhecer as composições da cantora, vindo e seguida a convida-la para gravar uma demo nos estúdios da gravadora. Rafael já havia conhecido o trabalho de Pitty no Inkoma, e após ouvir e aprovar a demo, a convidou para ir ao Rio de Janeiro gravar o que seria o primeiro álbum de estúdio em carreira solo. Em 2002, Pitty começou as primeiras gravações do álbum — nesse período a cantora veio a morar só em um apartamento alugado pela gravadora na cidade. Apesar do pedido de sua gravadora para que o álbum contasse apenas com a participação de músicos cariocas, Pitty quis prezar pela participação de instrumentistas baianos na obra — já conhecidos pela cantora por fazerem parte da cena underground baiana, entre eles — Joe no baixo, Peu Sousa na guitarra e Duda Machado (seu namorado na época) na bateria —. Apesar de ter sido cogitado dar um nome diferente para a banda — A gravadora insistiu que o disco viesse com o nome artístico da cantora —. Em 20 de abril de 2003, Pitty lança o seu primeiro single, "Máscara", que apesar da objeção da gravadora em lançá-la como single de estreia da obra por achá-la pouco comercial, a canção foi enviada para todas as rádio de São Paulo e do Rio de Janeiro, além de ter seu videoclipe estreado na emissora de televisão musical MTV. Apesar das controvérsias, geradas por alguns veículos de mídia que questionavam o fato de Pitty ser uma cantora rock da Bahia, e destoar das demais cantoras baianas que historicamente que optavam pela axé music, Pitty conseguiu comprovar com a qualidade de sua música e a sua personalidade que na Bahia também é lugar de Rock and roll. Em 7 de maio, chega às lojas seu primeiro disco Admirável Chip Novo pela Deckdisc, o lançamento da obra veio acompanhado com o lançamento do single de mesmo nome. O título do álbum foi inspirado seguindo a linha de pensamento do livro Admirável Mundo Novo, de Aldous Huxley. A obra narra um hipotético futuro em que as pessoas são pré-condicionadas biologicamente e condicionadas psicologicamente, a viverem em harmonia com as leis e regras sociais, dentro de uma sociedade organizada por castas. Considerada pelos críticos o oposto das cantoras brasileiras da ocasião que optavam pela música pop, a exemplo de Kelly Key, Sandy, Wanessa Camargo e Luka — Nesse trabalho, Pitty apostava em um disco de hard rock repleto de letras com criticas sociais. A faixa de abertura "Teto de Vidro" trata da sociedade capitalista e da curiosidade que algumas pessoas têm sobre a vida alheia. "Admirável Chip Novo" retrata a alienação social, "Máscara" sobre autoestima e a autoaceitação, "Emboscada", "I Wanna Be" e "Só de Passagem" são sobre comportamentos falsos, consumistas e superficiais. "O Lobo" retorna à pré-história para criticar a guerra e o ódio entre a humanidade. As demais composições lidam com amor, vida e ações e decisões comuns. Em março de 2003, lança oficialmente sua primeira turnê, a Admirável Turnê Nova, passando por casas de espetáculo e arenas, chegando a realizar cerca de 20 shows mensais. No final de 2003, seu álbum de estreia Admirável Chip Novo, encerrou o ano como o álbum de rock mais vendido no Brasil em 2003. Para encerrar o ano, Pitty concorreu na nona edição do MTV Video Music Brasil, nas categorias "Banda ou Artista Revelação" e "Escolha da Audiência" todas por seu single "Máscara", apesar de não ter vencido nenhuma das categorias, a cantora performou a faixa durante a realização da premiação.
Em outubro de 2003, Pitty lança "Teto de Vidro" seu terceiro single, que se tornou tema da décima primeira temporada da série de televisão brasileira Malhação, no mesmo ano outras canções do seu álbum de estreia se torna tema de novela da Rede Globo, sendo a faixa "Temporal" inclusa na trilha sonora nacional de Da Cor do Pecado e "Máscara" uma das canções que integram a trilha sonora de Senhora do Destino. Em 24 e 25 de março de 2004, participa da gravação do álbum Acústico MTV da banda Ira!, interpretando a faixa "Eu Quero Sempre Mais" — que ganhou alta rotação nas rádios. Em 17 de abril, é lançado o terceiro single, "Equalize", sendo a primeira balada romântica de sua carreira, que teve a participação do baixista Liminha — ex integrante da banda Os Mutantes — no baixo (nas outras faixas, o instrumento foi tocado pelo onipresente Dunga), segundo a cantora apesar do apelo romântico, o mais forte na música é o erótico, expresso em delicadas metáforas: “Não fiz essa música sobre amor, mas sobre sexo”, diz Pitty. Com a alta popularidade que vinha obtendo naquele ano e alta demanda de shows, estreia em 17 de maio o Família MTV, programa que tinha como objetivo cobrir em seis capítulos no total, o dia a dia da cantora e sua intensa rotina de shows pelo Brasil, através dos bastidores. No dia 26 de agosto, participa da gravação do álbum ao vivo da cantora Rita Lee intitulado MTV Ao Vivo, interpretando a canção "Esse Tal de Roque Enrow", um dos clássicos da carreira da cantora. No mesmo ano é premiada com disco de platina no Brasil pelas mais de 100 mil cópias vendidas naquele ano do Admirável Chip Novo. Com a boa aceitação dos singles e a boa divulgação do álbum, a gravadora Deckdisc, decide lançar em 2 de outubro, o primeiro álbum de vídeo da carreira de Pitty — intitulado Admirável Vídeo Novo — que contava com imagens de bastidores, shows e gravações inéditas em estúdio que se transformaram em um documentário, que narra também o processo de gravação do Admirável Chip Novo. No mesmo mês, foi convidada a participar do Domingão do Faustão, onde cantou os sucesso de seu primeiro trabalho e foi entrevistada pelo apresentador Fausto Silva, No mesmo ano é indicada a categoria "Revelação Solo" do Prêmio Multishow de Música Brasileira, onde saiu vencedora, sendo indicada pela segunda vez ao MTV Video Music Brasil nas categorias "Melhor Videoclipe do Ano", "Melhor Direção de Arte em Videoclipe", "Melhor Fotografia em Videoclipe", porém saindo vencedora apenas nas categorias "Melhor Videoclipe de Rock" e "Escolha da Audiência". Admirável Chip Novo também rendeu a Pitty, sua primeira indicação ao Grammy Latino na categoria: "Melhor Álbum de Rock em Língua Portuguesa", porém não obteve a vitória. Para encerrar os trabalhos de divulgação do primeiro álbum, em novembro é lançado o último single do projeto "Semana que Vem", cujo videoclipe ganhou alta rotação na MTV Brasil.

### 2005—08:Anacrônicoe{Des}Concerto ao Vivo

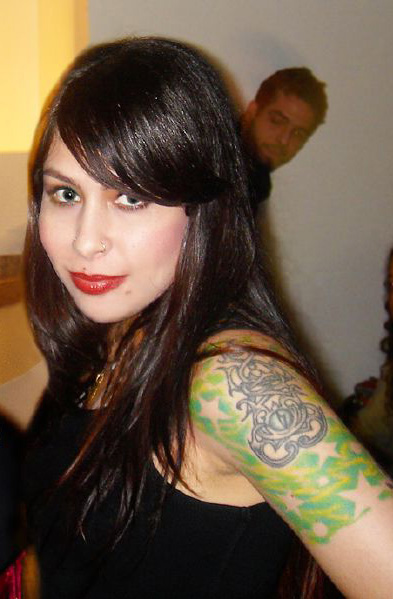
Pitty em 2006.

O ano de 2005 começa com mudanças em sua banda, O guitarrista Peu Sousa sai da banda e é substituído por Martin Mendonça, Ele entra junto com Pitty no estúdio para gravação de seu segundo álbum de estúdio em janeiro de 2005, no qual a cantora repete a parceria com o produtor Rafael Ramos. Para esse trabalho Pitty se envolveu ainda mais na concepção do projeto, compondo sozinha todas as canções do álbum, e atuando mais ativamente como instrumentista, onde tocou piano e violão em algumas faixas do álbum, O disco foi masterizado em Los Angeles, por Brian Gardner, que já havia trabalhado com David Bowie e Foo Fighters. Em 1 de agosto de 2005, é lançado "Anacrônico" como primeiro single do novo álbum, no videoclipe da faixa, traz Pitty interpretando uma interna de um hospital psiquiátrico, que é tratada por médicos representados pelos músicos da banda, com direito a choque elétrico, delírios e tentativas de fuga. Em 21 de agosto é liberado o segundo álbum, Anacrônico, nesse trabalho a cantora explora novos estilos dentro rock, como — grunge, hardcore, punk rock e ska — recheado de letras que transitam por diversos temas como — conflitos internos em “De Você”, “Memórias”, “Déjà Vu” — a alienação social, tema muito presente também em seu primeiro álbum, presente nas faixas “Anacrônico” e “Brinquedo Torto” — baladas de cunho sentimental em — “Na Sua Estante” e “Ignorin'u” — já em “Quem Vai Queimar?”, a cantora volta a inquisição, para mostrar como suas consequências, ainda perpetuam nos dias atuais, tendo ainda “Guerreiros São Guerreiros”, “A Saideira” e “Querer Depois” que complementam o disco com outros temas. Apesar de fugir um pouco dos temas retratados em seu primeiro trabalho, Anacrônico foi bem recebido pelos críticos de música, que elogiaram em sua maioria, os novos temas abordados nas canções e sua qualidade sonora, marcando a consolidação da carreira de Pitty, que provou continuar a receber aceitação do grande público, onde obteve mais de 180 mil cópias comercializadas. Em 2 de setembro, estreia sua nova turnê em São Paulo, intitulada Turnê Anacrônica, que inicialmente contou com a apresentação da banda Cachorro Grande como ato de abertura, O espetáculo diferente do anterior, foi mais elaborado, e contou com a direção de Gringo Cardia, sendo dividido em três momentos sintetizados na cenografia: o primeiro representa o caos urbano expressionista — colocando a banda em uma metrópole cinzenta e fora de ordem, O segundo é inspirado nas personagens esquisitas de Edinho Sampaio, que criou o conceito gráfico do encarte de Anacrônico, No terceiro, o palco entra "em chamas" com pano de fundo simulando um incêndio—. Em 16 de novembro, lança "Memórias" como segundo single, cujo videoclipe tornou-se popular por apresentar a cantora e sua banda sendo vitimas de ataques de almas penadas, após invadirem uma casa abandonada e jogarem o macabro jogo do copo, Para encerrar o ano de 2005, a cantora foi premiada nas categorias "Vocalista da BANDA DOS SONHOS" e "Melhor Performance ao Vivo em Videoclipe" na décima primeira edição do MTV Video Music Brasil, além de ter saído vencedora do nas categorias "Melhor Clipe" e "Melhor Cantora" na décima segunda edição do Prêmio Multishow de Música Brasileira.

"É anacrônico porque tem músicas antigas e novas e uma atualidade de sonoridade. Gravamos o disco com todo mundo tocando junto e usando o mínimo de tecnologia. E também refere-se ao momento que vivemos, ao fato de estarmos, no século XXI, nos deparando com problemas antigos, com questões da humanidade que nunca foram resolvidas.”

— Pitty explicando o título de seu álbum Anacrônico.
Em 28 de maio de 2006, apresenta-se com sua banda no Rock in Rio Lisboa II, em Portugal, para 40 mil pessoas, sendo a primeira apresentação internacional de sua carreira—. Com sua passagem pela Europa, seu álbum Anacrônico também foi lançado em países como Portugal e Espanha, Em 16 de maio é lançado o terceiro single do projeto "Déjà Vu" — cujo videoclipe que é em preto e branco, apresenta a cantora andando vagamente pelas ruas de São Paulo. No mesmo ano se torna garota propaganda da empresa operadora de telecomunicações Claro — O comercial, que conta com modernos recursos de computação gráfica, tem como trilha sonora a canção "Memórias". Durante a décima segunda edição do MTV Video Music Brasil, a cantora é indicada as categorias "Melhor Videoclipe de Rock", "Escolha da Audiência", "Vocalista da BANDA DOS SONHOS", "Melhor website de Banda/Artista feito por Fãs", onde saiu vencedora em todas indicações, sendo a grande vencedora da noite. Sendo também vencedora da categoria "Melhor Clipe" na décima terceira edição do Prêmio Multishow. Para encerrar o ano de 2006, em 13 de novembro é lançado o quarto single do projeto Anacrônico, "Na sua Estante" — Com o videoclipe inteiramente feito em animação, narrando um Homem de Lata que se apaixona por uma colega de trabalho, que está de olho em outra pessoa. Enfim, ele aceita o amor não correspondido e arranca seu coração e o coloca "na sua estante". Sem ele, o homem cai e acaba pego por um caminhão do ferro velho. Reciclado, vira uma bicicleta e é comprado pela mulher que ama—. A canção obteve prestigio nas rádios e seu videoclipe tornou-se um dos mais populares da carreira da cantora, rendendo-lhe prêmios na edição de 2007, do VMB.

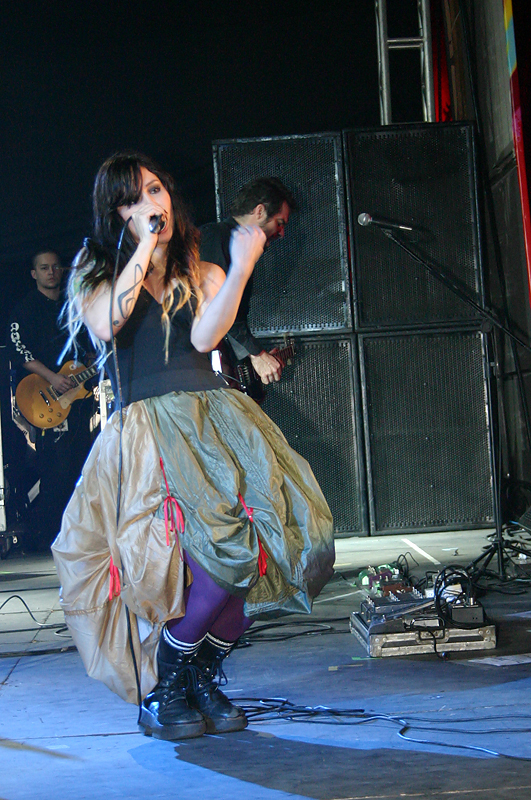
Pitty apresentando-se no Rio de Janeiro, durante a Turnê Anacrônica, em 2008.

Em 29 de abril de 2007 — se apresenta ao lado da cantora Negra Li, no Estúdio Coca-Cola — projeto criado pela Coca-Cola e veiculado na MTV Brasil, que promovia encontros musicais inusitados. Artistas de universos sonoros diferentes encontravam-se no palco pela primeira vez e gravavam uma apresentação especial, O projeto rendeu no lançamento do extended play intitulado Estúdio Coca-Cola - Pitty e Negra Li, que foi lançado em 5 de maio de 2007. Em 6 de julho grava seu primeiro DVD, durante uma das apresentações da Turnê Anacrônica, no Citibank Hall em São Paulo, foi realizado para uma platéia de 3 mil pessoas, para lança-lo no ano seguinte, trazendo quatro membros na banda, além de canções inéditas como "Seu Mestre Mandou", "Pulsos" e "Malditos Cromossomos", que revela influências do grupo norte-americano Mars Volta. Nesse período sua turnê passou a ganhar apresentações no exterior, apresentando-se em países como Argentina e Japão. Em 15 de setembro, é lançado (Des)Concerto ao Vivo, nos formatos CD, DVD e DualDisc, o registro do show da banda foi também lançado em um modelo de aparelho celular — resultado de uma parceria com a Nokia. Com isso, Pitty recebeu o prêmio "Celular de Platina" pela vendagem de 450 mil aparelhos contendo seu álbum. Para iniciar o ano de 2008, a cantora foi convidada para cantar na final da oitava temporada do Big Brother Brasil, Em 10 de fevereiro, "Pulsos" é lançado como single único do seu álbum ao vivo, tendo seu videoclipe retirado da gravação do DVD, Em 20 de março do mesmo ano, extrai mais um single de seu álbum de estúdio Anacrônico, "De Você" que se tornou o quinto e último do projeto, cujo vídeo traz a cantora e sua banda sendo atacados por zumbis em um galpão abandonado, A cantora foi convidada pela produção da banda 30 Seconds to Mars, que estava procurar de uma cantora brasileira de rock, para gravar uma participação em português no single "The Kill", com a intenção de homenagear os fãs brasileiros do grupo, a participação da cantora na faixa foi lançada ainda março e ganhou alta rotação nas rádios. Ainda em 2008, é convidada pelo diretor André Moraes, a interpretar Micaela, marcando sua estreia como atriz, no longa-metragem Charles Manson, que faz faz referência ao filme de terror A noite dos mortos vivos — clássico de George Romero, de 1968.

### 2009—11:ChiaroscuroeA Trupe Delirante No Circo Voador

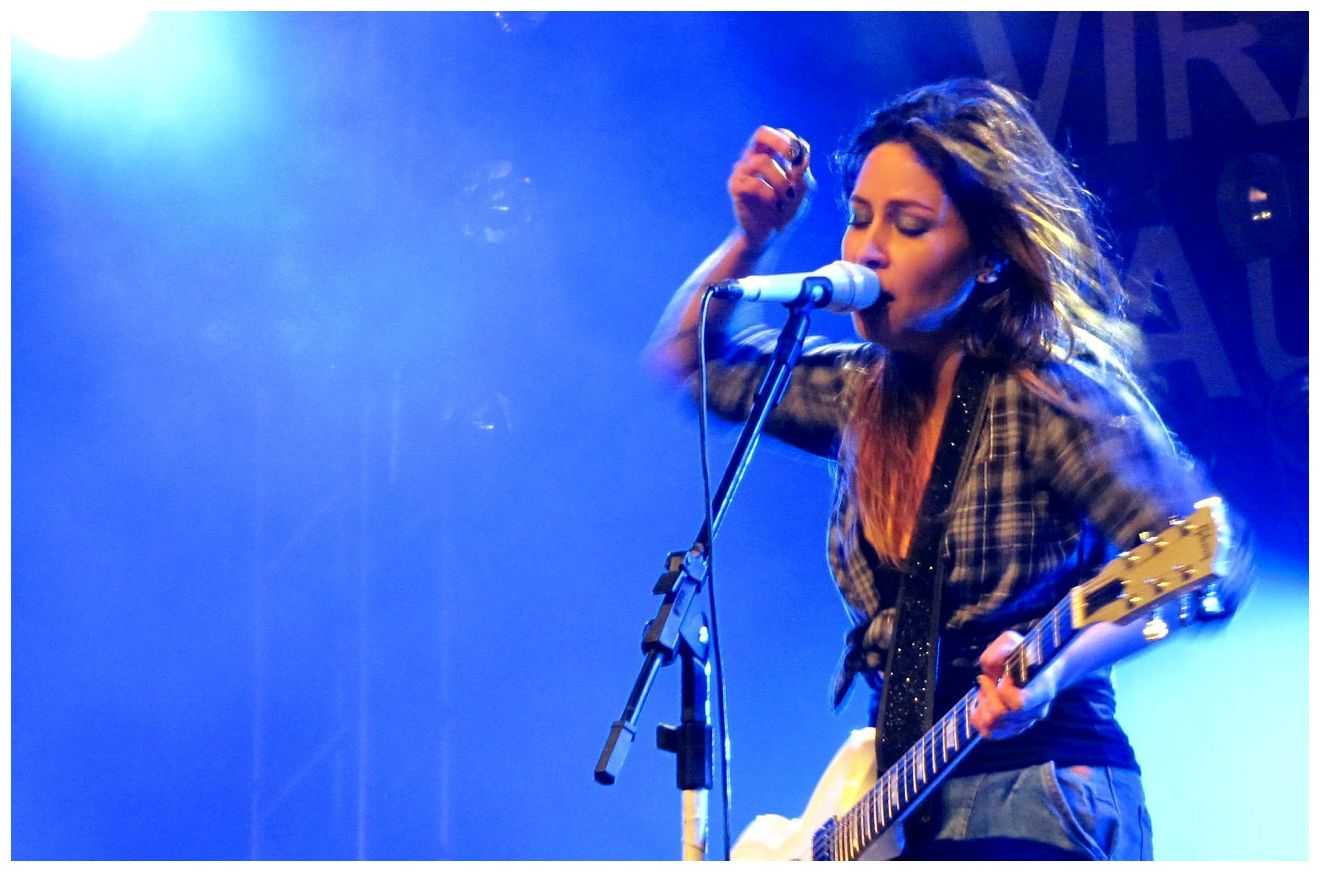
Pitty durante uma apresentação na Virada Cultural de Jundiaí (23 de maio de 2010).

Em 2 de maio de 2009, após um tempo compondo novas canções, anuncia que estava entrando em estúdio com sua banda, para a gravação do seu quarto álbum de inéditas, que seria lançado ainda naquele ano, As sessões aconteceram no Estúdio Madeira, montado na casa do baterista Duda Machado, em São Paulo. Com todos os integrantes morando na região da Rua Augusta, centro da cidade, Pitty afirmou que o álbum estava ganhando um clima "caseiro". No mesmo período a cantora e seus músicos, decidiram criar um site, no qual os fãs iriam poder acompanhar o processo de gravação da obra e o dia a dia da banda, no estúdio.
Em junho, anuncia os primeiros conceitos do novo trabalho, segundo ela, seria “uma investigação sobre o ser humano como um todo”. Musicalmente entretanto, o disco apostaria na infusão de músicas “para dançar”, baladas psicodélicas, experimentalismo e o peso habitual de suas composições, revelando influências das bandas Portishead e Velvet Underground na sonoridade do novo trabalho. O primeiro single escolhido do projeto, "Me Adora", é lançado em 14 de julho, apesar da imediata boa repercussão nas rádios, a canção gerou controvérsias por conter em sua letra um palavrão, a cantora defendeu a liberdade do uso da palavra na obra, dizendo: "Não é palavrão há muito tempo, as pessoas não usam mais como conotação sexual, Para a minha geração é adjetivo, e era a única palavra que eu podia usar para dizer o que eu queria naquele momento". O videoclipe da faixa foi gravado em 6 de julho, em uma mansão em São Paulo, e apresenta a cantora e sua banda tocando em uma mansão repleta de convidados, sendo lançado em 20 do mesmo mês.
Em 23 de julho divulga a arte da capa e o título do novo álbum, Nesse período, foi criado uma enquete no qual o fãs deveriam deveriam mandar através de votos pelo celular, qual seria o título do novo álbum, entre as opções estavam "Siga o coelho branco", "Entre o preto e o branco" e "Chiaroscuro", vindo o último a ser escolhido. Segundo a cantora o título do novo trabalho deve-se por a obra conter contrastes entre as músicas, por vezes "mais sutis e sensoriais" e em outras "mais soturnas e densas", que significa “claro e escuro” em italiano, a expressão dá nome a uma das técnicas de pintura do pintor Leonardo Da Vinci, Já a arte da capa segue essa linha e traz uma obra da artista Catarina Gushiken. Em 11 de agosto é lançado seu terceiro álbum, Chiaroscuro, No repertório, predominantemente autoral, a cantora quis mostrar influências dos arranjos vocais da Motown, Stax, Ronettes e Beach Boys, O trabalho ainda teve uma parceria com Fabio Magalhães, na música “Sob o Sol”, um rock com uma levada puxada para o bolero e letra que traz impressões particulares dos dois músicos baianos sobre Salvador. Nesse trabalho Pitty, transita com mais liberdade por temas até então não explorados em seus álbuns anteriores, sendo visto pela crítica como o trabalho mais denso da cantora — com letras bem elaboradas e uma maior variedade de estilos. Apesar do discurso rebelde e contundente — marca registrada da cantora — mostra uma obra com uma face mais doce e tranquila, traduzindo o conceito Chiaroscuro. Além dos formatos em CD e download digital — o álbum chegou às lojas em formato vinil — sendo seu primeiro álbum lançado nesse formato. Para ajudar na divulgação do disco — a produtora de jogos Tectoy Mobile, desenvolveu um jogo com o mesmo nome do álbum, exclusivo para aparelho celular, Pitty foi a primeira artista brasileira a ter um game baseado em um álbum.
Em 6 de outubro, Pitty lança o DVD Chiaroscope — O material reúne três canções inéditas: "Pra onde ir", "Sob o sol" e "Just now" — e as demais músicas do Chiaroscuro, a obra foi dirigida e com roteiro de Ricardo Spencer — e mostra vídeos realizados durante as sessões de gravação no estúdio Madeira — local de ensaio da banda — O DVD foi inspirado, segundo a cantora, em vídeos experimentais típicos dos anos 60. Em 15 de outubro estreia sua nova turnê, intitulada Turnê Chiaroscuro, no Citibank Hall, em São Paulo. No mesmo ano a cantora grava algumas versões das canções do Chiaroscuro em língua espanhola — com intenção de lança-las na Argentina — o que por motivos desconhecidos acabou não acontecendo.
Em 8 de fevereiro de 2010, lança seu segundo single, "Fracasso", O videoclipe da faixa foi gravado entre 21 de maio e lançado em 14 do mesmo mês seguinte. O vídeo mostra a banda tocando ao vivo com Pitty, que interpreta uma diva glamourosa e exagerada. Ao longo do clipe, ela vai se desconstruindo e enlouquecendo, à medida em que o fracasso lhe sobe à cabeça. Durante a décima sexta edição do MTV Video Music Brasil, sai vencedora da categoria "Melhor Videoclipe de Rock". Em 3 de novembro, lança o terceiro e último single, "Só Agora", para finalizar os trabalhos do Chiaroscuro, no videoclipe gravado em 15 de novembro e lançando em 14 de dezembro, mostra a cantora e sua banda, durante uma tarde fazendo churrasco e curtindo uma piscina com os amigos. Em 18 de dezembro, grava seu segundo DVD, no Circo Voador no Rio de Janeiro. O concerto contou com as participações, do músico Fábio, da banda Cascadura, na faixa "Senhor das Moscas" e Hique Gomez, fundador, violinista, cantor e compositor do Tangos & Tragédias, em "Água Contida", além de trazer faixas inéditas como "Comum de dois" e um cover de "Se Você Pensa" do cantor Roberto Carlos. No fim de 2010 é eleita pela Revista Época, um dos 100 brasileiros mais influentes do ano. Na publicação, um texto escrito por Carlinhos Brown, ressaltava que Pitty levou o rock da Bahia para o resto do país. Ainda em 2010, foi eleita a vocalista feminina de rock mais sexy da América Latina e a 35º do mundo.

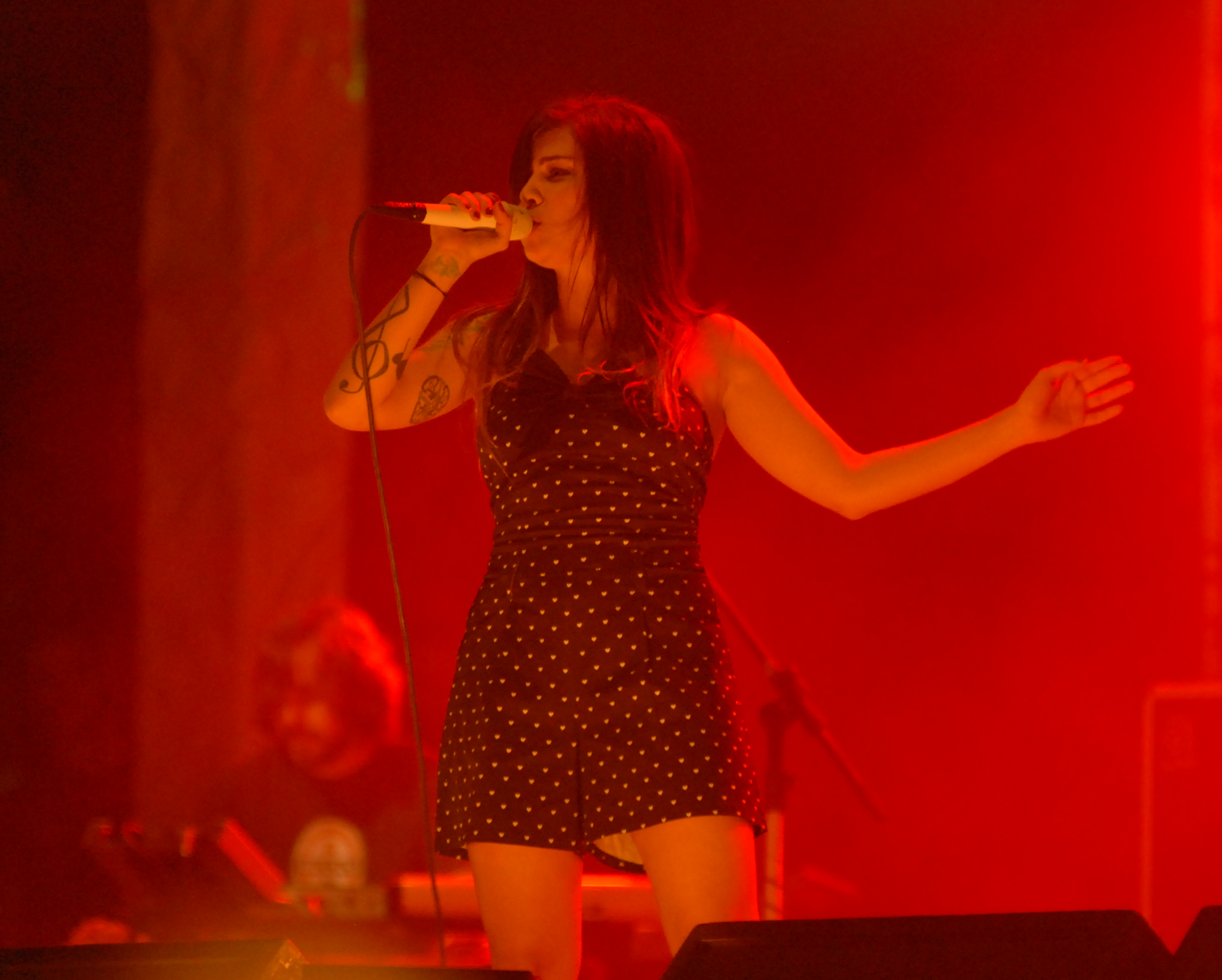
A cantora durante um concerto da Turnê Chiaroscuro em Sergipe.

Em 30 de março de 2011, lança "Comum de Dois" como primeiro single do seu próximo trabalho, a canção foi totalmente liberada para download digital, Segundo a cantora "Comum de Dois", que é de sua autoria, foi inspirada na história de vida da cartunista transexual Laerte Coutinho, “Essa questão das pessoas que são comuns de dois gêneros, elas não são nem masculinas e nem femininas, elas são os dois ou até um outro terceiro gênero que a gente ainda não sabe dar nome. Algumas pessoas chamam de travesti ou de crossdresser”, declarou a cantora. Em 13 de maio é lançado seu segundo álbum ao vivo, A Trupe Delirante no Circo Voador, o título do álbum segundo a cantora: "Surgiu durante o processo de ensaios e escolha de repertório, e principalmente pelo fato de termos escolhido o Circo Voador para gravar esse DVD. Foi surgindo na nossa cabeça essa fantasia/analogia". O álbum recebeu indicação ao Grammy Latino na categoria: "Melhor Álbum de Rock em Língua Portuguesa" — porém não obteve a vitória. Em 12 de maio estreia a turnê A Trupe Delirante em Turnê, no Citibank Hall, em São Paulo, A digressão rodou todo o Brasil — além de conter apresentações nos Estados Unidos, Como consequência dessa apresentação — Pitty obteve grandes conquistas como, por exemplo, ser citada por um dos maiores jornais de mídia impressa do mundo, o The New York Times —. O jornal comparou a banda com bandas renomadas como Guns n' Roses e com Joan Jett. Pitty também foi o grande destaque da revista Billboard, que mantem os artistas de maiores sucessos do mundo. Ainda no mesmo ano, teve outro destaque na Billboard, Pitty entrou no chart Social 50 da revista americana, na 14ª posição, que mantem os maiores artistas do mundo, sendo esta a maior estreia de um artista nacional neste chart, até aquele momento, na frente de nomes como 50 Cent, Amy Winehouse, Jennifer Lopez, entre outros. Já no Uncharted, da mesma revista, Pitty chegou à 3ª posição e com isso, superou todos os cantores brasileiros que já haviam algum dia estreado na BillBoard e se tornou a brasileira mais influente na Web. No dia 2 de outubro apresenta-se na quarta edição do Rock in Rio — ao lado de grandes do cenário brasileiro, Pitty foi a última atração nacional a se apresentar no Palco Mundo, A cantora subiu ao palco por volta das 20 horas, Antes das bandas estadunidenses — Evanescence, System Of A Down e Guns N' Roses — apresentando-se para um público de mais de 100 mil pessoas, Com uma bagagem cheia de sucessos, Pitty explorou as canções que guiaram a sua carreira e surpreendeu o público ao fazer um cover de "Smells Like Teen Spirit" do Nirvana no final do show.

### 2011—13:Agridoce

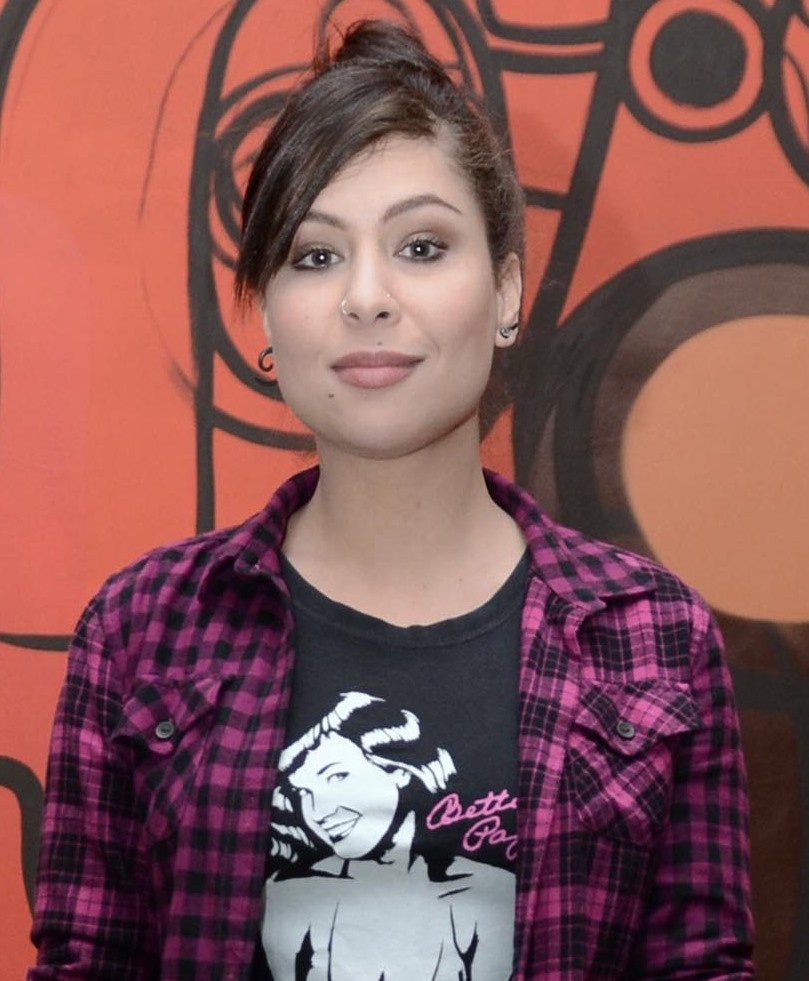
Pitty duante o São Paulo Fashion Week em junho de 2011.

Ainda em 2010, durante a Turnê Chiaroscuro, Pitty começa a desenvolver um projeto paralelo ao lado do guitarrista da sua banda Martin Mendonça — batizado de Agridoce. O projeto tinha como intenção principal desenvolver canções que tivessem uma proposta diferente da sonoridade apresentada por sua banda de rock, Em 24 de outubro, é lançado o primeiro single do projeto, "Dançando", a canção marca uma ruptura drástica em relação singles lançados com sua banda, deixando de lado o hard rock e focando-se em um estilo mais suave como o folk music. Ainda no mesmo ano disponibiliza através do seu MySpace oficial, outras duas faixas do projeto: "Romeu e Epílogos" e "Finais". Em 27 de janeiro de 2011, “20 Passos” é lançado, sendo essa a primeira a ter Martin nos vocais principais. No segundo semestre do ano, Após o encerramento da turnê A Trupe Delirante, ao invés de tirar férias, como sempre havia feito após o termino de suas turnês, Pitty isola-se ao lado de Martin, seu produtor Rafael Ramos, o engenheiro de som Jorge Guerreiro e o fotógrafo Otávio Sousa, em uma casa alugada na Serra da Cantareira, Região Metropolitana de São Paulo, onde passaram 22 dias, Para conseguir obterem inspiração para compor canções para o projeto. O local foi propositalmente escolhido, por tratar-se do mesmo usado, pela banda Mutantes, durante as gravações do disco Jardim Elétrico em 1971. A dupla sentia que para continuar a ter inspiração para compor as faixas do novo trabalho, necessitavam desprender-se o máximo possível do uso de tecnologias como — chuveiro quente, energia elétrica e internet e da cidade grande. Os instrumentos usados na produção do disco, marcou uma mudança instrumental em comparação aos usados anteriormente em sua banda, tendo priorizado por instrumentos acústicos como — violões, mandolins, percussão e piano —. Em 1 de junho, estreia a Turnê Agridoce, em São Paulo, no palco, Além dos vocais, a cantora assume o piano, e Martin, o violão. Em 28 de setembro, é lançado o primeiro material discográfico da dupla, em formato vinil, contendo remix da música "Ne Parle Pas", canção em língua francesa e remixada por Tejo, membro do grupo Instituto. Em 24 de outubro, é lançado o videoclipe da faixa "Dançando", lançando-o também como primeiro single oficial do projeto, no vídeo contem cenas caseiras de Pitty e Martin durante a gravação do disco da dupla. Em 13 de novembro, anuncia pausa em sua banda por tempo indeterminado e o lançamento oficial do Agridoce para a imprensa, Em 7 de novembro é lançado o primeiro álbum da dupla, o homônimo Agridoce, O projeto folk, contem 12 faixas, sendo dez de autoria da dupla — além conter canções em francês como — "Ne Parle Pas" e "La Javanaise" e inglês — "Upside Down", "Say", "Embrace the Devil" e "Please, Please, Please Let Me Get What I Want" — cover da banda americana Smiths.
Em 14 de março de 2012, Pitty e Martin levaram o Agridoce para participar de um dos mais importantes e conceituados festivais de folk do mundo: o South By Southwest (SXSW), um conjunto de apresentações de cinema e música que acontece todas as primaveras em Austin, no Texas nos Estados Unidos. Em 15 de maio, a dupla lança o DVD Multishow Registro – Agridoce 20 Passos — que além de trazer um documentário sobre as gravações do álbum, que vão da criação e composição da obra, até o registro final de 17 músicas, além do duo executando faixas inéditas e criando versões para clássicos que, os influenciaram neste projeto. O DVD ainda traz cenas do dia a dia dos músicos em momentos descontraídos, videoclipes e músicas que não entraram no álbum. São elas: “La Javanaise”, de Serge Gainsbourg; “Alvorada”, “Bday” e “Beethoven Blues”. Em 16 do mesmo mês lançam o extended play — Agridoce E.P. — em formato digital, a obra contem uma faixa inédita, "Beethoven Blues" — além de outras três faixas já anteriormente lançadas. O segundo single do projeto, "130 Anos", é lançado em 12 de junho, cujo videoclipe foi lançado em 23 de julho — apresenta a cantora com os cabelos loiros, os dois artistas interpretam fugitivos numa viagem num Cadillac. 18 de setembro, a dupla sai como vencedora da categoria "Melhor Projeto Paralelo" na décima nona edição do Prêmio Multishow de Música Brasileira, além de terem se apresentado na premiação ao lado do cantor Cícero, tocando as canções "Dançando" e "Tempo de Pipa". Em 29 de março de 2013, o Agridoce apresenta-se no Lollapalooza, no Jockey Club, em São Paulo, marcando o encerramento da turnê, que durou dois anos, onde Pitty esteve completamente dedicada —, durante a apresentação além de suas músicas tradicionais já apresentadas normalmente pelo projeto paralelo, foi incluído também um cover de “Across the universe”, dos Beatles. Em 30 de julho, é lançado a canção "Hoje Cedo" presente no primeiro álbum de estúdio do rapper Emicida — a faixa conta com a participação de Pitty, marcando sua estreia em uma canção de hip hop. “Eu curto é som pesado, seja no rap, no rock, a onda é bater forte na gente. Quando o Emicida e o Fioti me mandaram pela primeira vez adorei e também porque me identifiquei absurdamente com a letra.” comentou a cantora.

### 2014 —16:SETEVIDAS, gravidez & Turnê SETEVIDAS: Ao Vivo

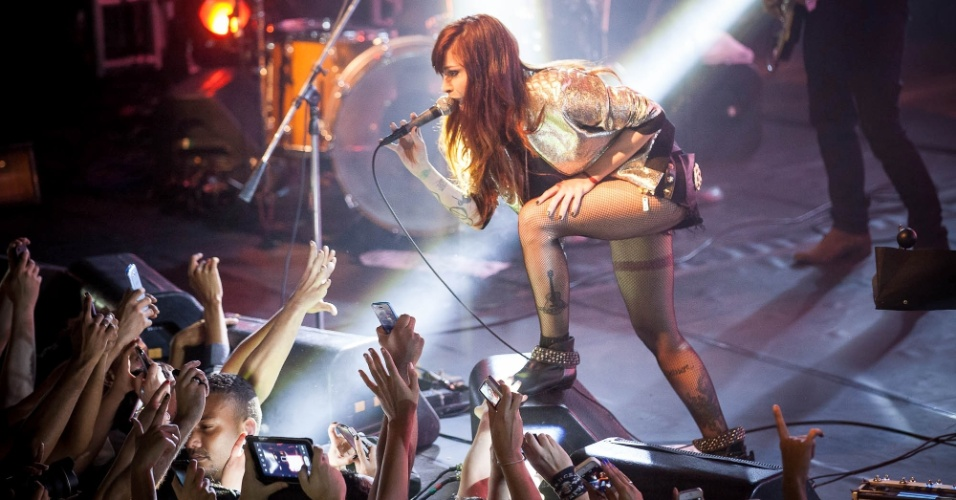
Pitty durante a turnê Setevidas, em São Paulo.

Em 7 de maio de 2014 anuncia oficialmente seu retorno com sua banda, após três anos dedicando-se ao Agridoce, estreando no mesmo dia o videoclipe do seu novo single, "Setevidas", gravado no Bom Retiro, Rio de Janeiro, no vídeo a cantora apresenta-se ao lado de sua banda, em um galpão, em algumas cenas a artista aparece sensualizando com roupas justas, ela aparece até de topless e com hematomas. Segundo a cantora a canção que daria título ao seu novo álbum, representa uma série de acontecimentos em sua vida que envolvem o número 7; "Nasci num dia 07 do ano de 77 sob o signo de Libra — que rege a sétima casa, segundo a astrologia — Tudo o que é intuitivo e sinuoso como um gato, que tem sete vidas", escreveu a artista em um texto de apresentação do novo disco. Em 2013, Pitty passou por uma "experiência de quase-morte", a cantora foi internada em uma UTI e teve uma "parada estomacal", o que também a fez refletir na escolha do título do novo trabalho. A cantora divulgou o lançamento do novo álbum nomeado de Setevidas, que foi lançado no dia 3 de junho de 2014. O disco totalmente autoral, representa uma evolução clara na carreira da baiana. Mais coeso e denso que seus antecessores, O álbum foi gravado no estúdio Madeira, em São Paulo, com a captação simultânea dos sons de todos os instrumentos, apresentando um rock cru e direto, com toques psicodélicos e flertes sutis com ritmos africanos que evocam sons do Candomblé, religião forte na Bahia. "Som é grande, mas garageiro", conceitua Pitty, Já as letras versam sobre sobrevivência e sobre processos de transformação. Em 5 de julho regrava a canção, "Agora Só Falta Você", originalmente gravada pela cantora Rita Lee, a pedido da Rede Globo, a releitura da faixa tinha como intenção ser usada na abertura da vigésima segunda temporada da série de televisão Malhação. Em 10 de julho dá início à turnê SETEVIDAS, no  Audio Club, em São Paulo. Em 29 de setembro lança o segundo single, "Serpente", cujo videoclipe foi lançado em 9 de novembro, traz as ideias de mutação e transformação passadas na letra da sua canção, Pitty, sua banda e amigos interpretam membros de uma seita durante um ritual.
Em 9 de fevereiro de 2015, uma das mais importantes desenvolvedoras de games do mundo, a Warner Bros. Interactive Entertainment — anunciou que a cantora iria participar da dublagem em português do videojogo de luta da franquia Mortal Kombat. Pitty deu voz da personagem Cassie Cage — uma nova personagem do game. A dublagem da cantora, provocou a ira dos fãs do game de luta. No Twitter — muitos usuários reclamaram da qualidade da dublagem da cantora, que reclamam que Pitty usa a mesma entonação de voz em todos os momentos, sem empregar muita emoção, o que pode até ser um problema de direção de dublagem. Outros comentaram o volume da voz de Cage, que estava mais baixa do que a dos demais lutadores, e brincaram dizendo que Pitty estava usando o aplicativo Dubsmash. A cantora, entretanto, se defendeu, ao dizer que as responsabilidades pelo texto, direção e edição não eram dela; "Descobri tudo lá no dia da gravação, era minha primeira experiência. Tinha o texto na frente, a tela do lado e eles dizendo 'faz assim, faz assado, a inflexão é mais ou menos assim, vamos reduzir essa palavra', então eu meio que fiz". Em 24 de março, lança o DVD, Pela Fresta — um documentário mostrando o processo de gravação do álbum e com performances ao vivo da banda em estúdio. No mesmo dia, é lançado o terceiro single do álbum Setevidas — "Um Leão", No vídeo da faixa — que estreou 26 do mesmo mês — filmado totalmente em preto e branco — apresenta Pitty dançando livremente.
Em 5 de julho, realiza um show na Audio Club, em São Paulo — sendo transmitido ao vivo pelo Multishow, na integra — a apresentação viria a ser posteriormente inclusa em seu terceiro DVD ao vivo. 17 de junho de 2016 — lança oficialmente o cover da canção "Dê um Rolê" — originalmente gravada pelo grupo Novos Baianos — como primeiro single do seu novo DVD, cujo videoclipe estreou em 18 do mesmo mês — O vídeo apresenta imagens gravadas durante os shows da turnê Setevidas. Sua versão em estúdio foi posteriormente inclusa como tema de abertura da telenovela Rock Story, da Rede Globo, bem como foi incluída em sua trilha sonora. Em 13 de julho, em comemoração ao Dia Mundial do Rock, seu terceiro DVD ao vivo é oficialmente lançado Turnê SETEVIDAS: Ao Vivo — contendo além do show ao vivo, também, um documentário de 50 minutos com cenas de bastidores da Turnê SETEVIDAS e de apresentações em outras cidades.

### 2017 —presente: Novos projetos

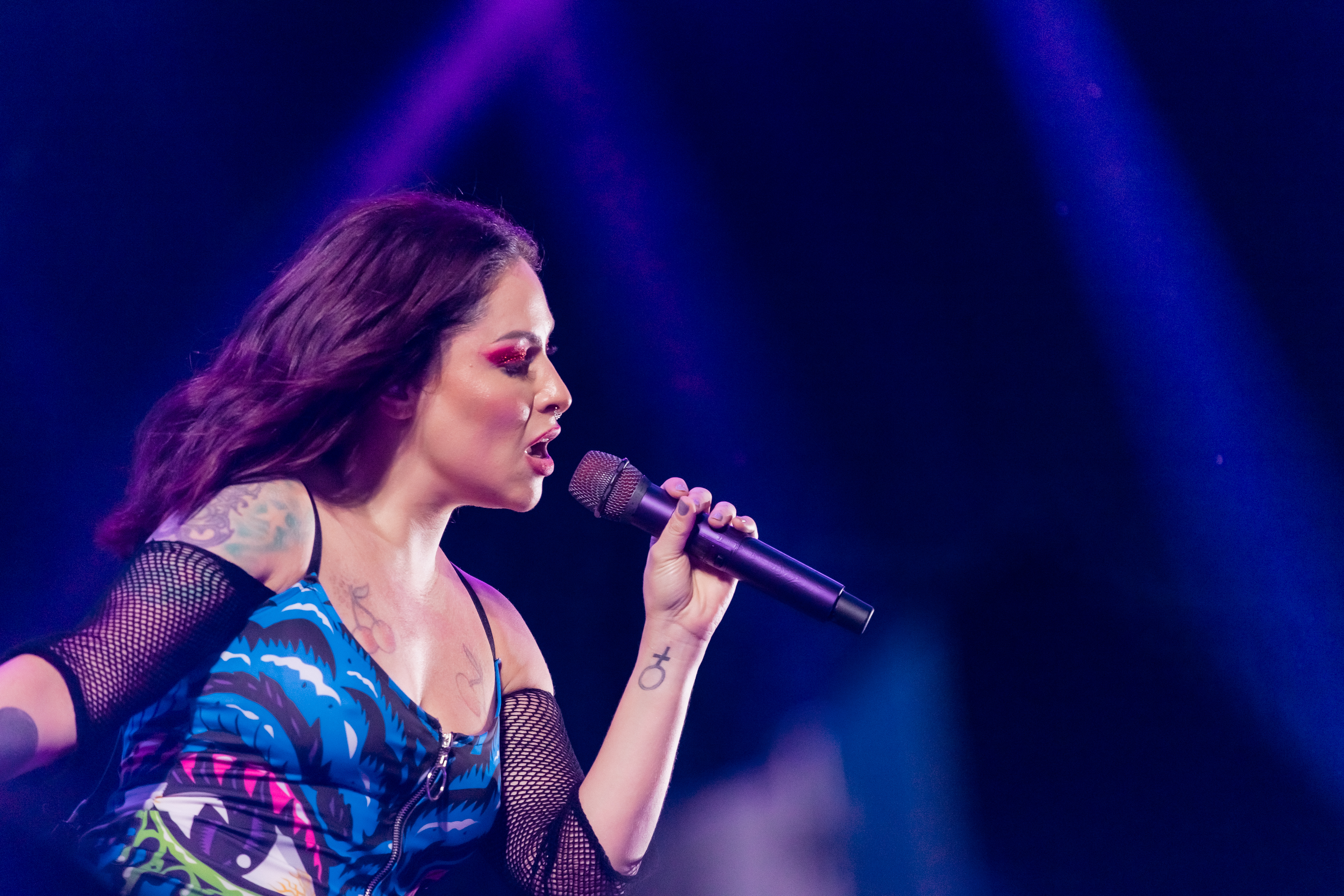
A artista em apresentação em 2024.

Em 10 de fevereiro de 2017, a cantora é anunciada como a nova co-apresentadora do programa Saia Justa no canal por assinatura GNT, ao lado de — Astrid Fontenelle, Mônica Martelli, Tais Araujo e posteriormente Gaby Amarantos —. Em 4 de agosto, é lançado o single “Na Pele”, da cantora Elza Soares, que conta com a participação de Pitty — a faixa foi composta pela própria cantora ainda 2014, durante o processo de criação do seu quarto álbum de estúdio Setevidas, mas Pitty, sentia que a canção destoava das demais canções do disco. Algum tempo depois, percebeu que a canção soaria bem na voz de Elza, além soar coerente com a personalidade da artista. Ela então a guardou, até que teve a ideia de convidar a cantora, para um dueto. O videoclipe da canção estreou em 7 de agosto — trazendo uma homenagem à trajetória de Elza, com imagens que representam os mais diversos momentos da carreira da veterana.
Em 23 de fevereiro de 2018, anunciou que estava dando início à fase inicial de composição de seu novo álbum, planejado para ser lançado até o final do ano. Em 19 de março, lançou o documentário Do Ventre à Volta, no seu canal no YouTube, onde aborda a maternidade, a ausência dos palcos e também os preparativos do primeiro show que realizou após essa pausa, no festival João Rock, em 2017. Em 5 de junho, lança o primeiro single, do seu quinto álbum de inéditas, "Contramão", que conta com a participação da as cantoras Emmily Barreto, vocalista da banda de rock Far From Alaska e Tássia Reis. O videoclipe da faixa estreou em 5 de junho e fazem referência à trajetória e personalidade de cada artista, através de símbolos que remetem à letra da música. "As cenas representam e reafirmam a quebra de padrões estético-sociais tão presente no trabalho das três", destaca a diretora do clipe Judith Belfer. A presença feminina não ficou restrita às cantoras, nos bastidores as chefes de equipe do clipe também eram mulheres. Em 6 de agosto, estreia o segundo single, de seu novo álbum, "Te Conecta", a canção ainda apresenta uma mudança sonora na obra, apostando em uma sonoridade mais próximo da dumb e reggae e deixando de lado seu tradicional hard rock. O videoclipe da canção, estreou em 10 de setembro, gravado em São Paulo e conta com a participação de várias personalidades femininas, além da própria banda da cantora.
O single atingiu a 4ª posição no iTunes Chart brasileiro, e a 1ª posição no Chart da Bolivia. O alcance se deu por mais de uma semana nos dois países. A faixa recebeu a certificação de “single de ouro” por acumular mais de 8 milhões de streams, o que equivale a uma média de 40 mil cópias vendidas.
Após dois anos longe da estrada, fazendo apresentações ocasionais e participações, Pitty anunciou em 4 de julho a estreia da sua nova turnê, denominada Matriz, com os shows acontecendo simultaneamente ao lançamento de novas músicas, que deverão estar no novo disco, previsto para esse ano.

## Vida pessoal

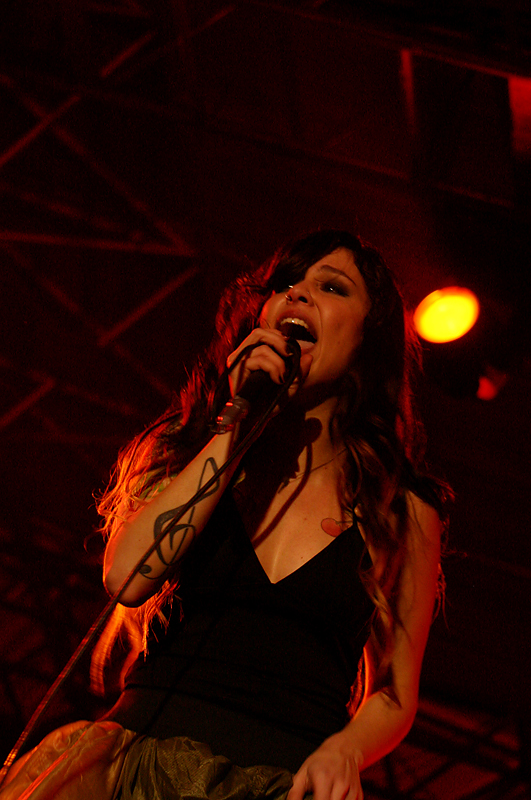
Apresentação da Cantora Pitty

Nascida em Salvador, passou parte de sua infância em Porto Seguro, vindo novamente a morar em Salvador no começo da adolescência.
Em 1998, conheceu o músico Duda Machado, após ser apresentada a ele pela irmã de um dos membros da banda Inkoma, que procuravam uma vocalista. Os dois começaram um envolvimento amoroso a partir dali, e passaram a namorar poucos meses depois. Após dois anos juntos, foram morar juntos em 2000, em uma casa humilde, construída no terreno dos fundos da casa da mãe de Duda. Após diversos desentendimentos, os dois vieram a romper a união conjugal em 2004, mantendo apenas a parceria profissional, com Duda continuando a ser o seu baterista. A partir daí decidiu ficar solteira mantendo apenas relacionamentos casuais. Dois anos depois, em 28 de setembro de 2006, conheceu o músico Daniel Weksler, baterista da banda NX Zero, durante a cerimônia de premiação da décima segunda edição do MTV Video Music Brasil, no qual ambos concorriam a indicações. Os dois começaram a se relacionar a partir dali, vindo a assumir o namoro poucas semanas depois. Em março de 2008, Pitty e Daniel foram morar juntos no apartamento dela. Em 8 de abril, Pitty anunciou sua gravidez. A cantora na época usava DIU e não tinha planos de engravidar naquele momento, vindo a descobrir a gestação após a realização de exames laboratoriais, causado por uma forte cólica, devendo realizar a retirada do DIU.
Em 8 de maio do mesmo ano anunciou ter sofrido um aborto espontâneo, aos três meses de gestação. Em entrevista, anos mais tarde, a artista comentou sobre o ocorrido; "Fiz um show e, na volta, senti uma cólica. Quando cheguei em São Paulo vi que estava muito forte e pedi um ultrassom. Quando cheguei lá a moça falou: 'Não tem mais batimento'. Demorei para entender, não queria aceitar. Queria encontrar motivos. Foi a pior noite da minha vida. Após este episódio, voltou a utilizar o DIU e passou a tomar anticoncepcional. Revelou em entrevistas que, por muito tempo, sofreu com medo de uma nova gestação e sofrer um novo aborto, e que por muitos anos teve pesadelos com o aborto sofrido. Após tratamento psicológico, conseguiu sentir-se mais tranquila e confiante  para retirar os métodos contraceptivos e tentar uma nova gestação: Seu marido queria muito ser pai, e sentia-se culpada por sempre recusar-se a tentar novamente. Em 1 de abril de 2016 anunciou em seu site que estava grávida. Ela precisou cancelar seus shows e manter-se em repouso absoluto na gestação, pois descobriu possuir incompetência istmocervical, o que aumenta a chance de abortos espontâneos.

### Casamento
Em 22 de dezembro de 2010 a cantora casou-se com Daniel em uma cerimônia civil. A festa ocorreu em um bar em São Paulo. Pitty estava de vermelho, já que segundo a mesma, não gosta de usar a cor branca, e também não quis carregar um buquê. Apesar da festa não ter sido tradicional, também foi realizada uma cerimônia que seguiu preceitos da tradição judaica, já que o marido da cantora é descendente de família judia. Famosos como Lobão, Marcelo D2, Rita Lee e Penélope Nova estiveram presentes. A cerimônia foi destaque em revistas, sendo eleito um dos eventos do ano. Logo após a cerimônia, Pitty dançou o clássico "Rock and Roll All Nite", do Kiss.

### Drogas
Pitty afirma nunca ter tido interesse por usar drogas ilícitas, em uma entrevista em 2009, ela declarou: "Já barbarizei muito. Mas nem foi de sexo e drogas. Era de não querer regras mesmo. Nessa época descobri a maconha. A galera fumava, eu não tinha vontade. Se todo mundo fumava, queria ser do contra".

### Maternidade
Em 11 de agosto de 2016 deu à luz a Madalena Novaes Leone Weksler. A menina nasceu de parto cesarianο, em São Paulo.

### Patrimônio e Finanças
Pitty mora em São Paulo desde 2003. O primeiro apartamento em que morou sozinha localizava-se na Rua Augusta, no centro da cidade.
Em 2012, a fortuna da cantora foi revelada pelo R7. Com isso, foi estimado que Pitty recebe a cada ano 6 milhões, sendo assim a 10ª mulher mais rica e bem sucedida do Brasil. Aparentemente, não se sabe o certo de quanto é a o cachê total anual, mas a estimativa é de que pode variar entre, 6 e 15 milhões por ano.

### Religião
Sobre religião, Pitty declarou, em uma entrevista, ser agnóstica, afirmando: "Tô mais pra agnóstica. Desconfio das religiões. Tudo o que é dogmático e castrativo me afasta".

### Saúde
Em 2013 foi internada devido a uma forte hemorragia, causada por uma crise de hipotiroidismo, o que a fez ficar internada durante três semanas em uma UTI, necessitando de intubação, para que não morresse, pois não estava conseguindo respirar. Até então não sabia ser portadora de tireoidite de hashimoto, passando, a partir daí, a tomar remédios controlados de forma contínua, pois é uma doença crônica.

### Tatuagens
Pitty calcula ter entre 10 e 20 tatuagens em seu corpo. Pitty começou a se tatuar com 12 anos, segundo ela, a primeira tatuagem foi uma rosa na perna. Entre elas, há tatuada uma clave de sol no braço, segundo Pitty, significa o amor pela música. No ombro esquerdo possui estrelas verdes, em torno de uma flor de cor preta. Nas costas, há um tribal e um lagarto. Nos dedos da mão direita, os naipes do baralho. Na parte de trás da perna esquerda a cantora possui um desenho de Tara, deidade feminina do budismo, além de flores cercadas de arames, além de ter escrito a frase "... tudo vai passar...". No braço, uma coruja que representa sabedoria. Um pouco acima dos seios, duas cerejas vermelhas. Na coxa da perna esquerda, uma cinta-liga vermelha. No antebraço direito a cantora possui três desenhos, entre eles o rosto de Charles Chaplin, uma frase em cor preta escrita “Medium Rare” (ao ponto) e no torno do pulso possui estrelas verdes, além de flores vermelhas no pé esquerdo. Na perna direita, um violão. Em 2010 fez um ensaio sensual para a revista Inked, que é especializada no assunto com intuito de mostrá-las de forma artística.

## Características musicais

### Influências
| |  |  |
| As bandas estadunidenses Queens of the Stone Age (esquerda) e Faith No More (direita) são duas das maiores influências musicais da carreira de Pitty. |  |  |

Pitty credita a banda americana Faith No More, como uma das bandas que mais a influenciaram em construir seu interesse pela música, dizendo; “Esta é uma das bandas que mais me influenciaram, tanto pela nova sonoridade que eles criaram nos anos 90 quanto pela ousadia – além, é claro, do Mike Patton.” Ela define a banda Queens of The Stone Age como "melhor banda da sua geração" e o Muse, uma das "bandas que eu mais ama na vida". Para a cantora, graças o trabalho do Nirvana, "muitas coisas foram construídas e reconstruídas” e “foi em no vocalista Kurt Cobain, que ela encontrou um poeta que falava o que ela realmente pensava”. A cantora ainda citou o álbum da banda, Nevermind, como uma obra que "quebrou paradigmas, preceitos, trouxe novidades e contestação a um cenário um tanto quanto apático", revelando que ao ouvir a canção "Smells Like Teen Spirit" a fez decidir investir na carreira de cantora de rock. Questionada sobre suas primeiras referências musicais, Pitty respondeu: "Desde que ouvi Ramones, Bad Brains e Dead Kennedys eu pirei. Essas bandas ajudaram a formar meu estilo musical, o que eu queria fazer, o que eu gostaria de escrever. São definitivamente influências". Raul Seixas, também foi creditado como uma de suas primeiras referências, principalmente por mostra-la ser possível fazer letras contundentes e criticas em português. Já a banda Raimundos, foi citada como uma referência no Brasil, por fazer letras sarcásticas e incisivas aliadas a uma sonoridade hardcore punk e ao mesmo tempo conseguir-se manter popular no mainstream, algo que ela também busca trazer em seu trabalho. Outras bandas que a influenciaram a compor sua personalidade musical, estão AC/DC, Camisa de Vênus Metallica, Primus, e Pantera.
Entre as cantoras que a influenciaram, Pitty cita Rita Lee como sua maior referencia musical feminina, no qual Pitty a descreve como uma artista "incrível" e "atemporal", citando o álbum Fruto Proibido, como seu preferido na discografia da artista. Pitty possui admiração por Baby do Brasil, desde os Novos Baianos, “Eu ouço Baby desde sempre, Novos Baianos é um negócio que está no meu inconsciente, assim como os discos dela”, revelando que a canção “Menino do Rio” de Baby, foi a primeira canção no qual ela cantou tocando violão. Outra artista admirada por Pitty é Elis Regina, a admiração nasceu devido a influência de sua mãe; "minha mãe, tinha todos os vinis dela. A Elis é para mim a maior cantora deste país, uma das únicas pessoas que eu conheço que conseguia cantar chorando". Ela também expressou sua admiração por cantoras como Alison Mosshart, Sharon Jones, Nina Simone, Amy Winehouse e Janis Joplin.
Após o lançamento do single “Contramão”, Pitty passou a dizer publicamente admirar alguns artistas de outros segmentos musicais como Sister Nancy, Bad Brains e Bob Marley.

## Discografia

#### Álbuns de estúdio
- Admirável Chip Novo (2003)
- Anacrônico (2005)
- Chiaroscuro (2009)
- Setevidas (2014)
- Matriz (2019)

## Discografia em parceria

#### Com Inkoma
- Influir (2000)[340][341]

#### ComNegra Li
- Estúdio Coca-Cola: Pitty e Negra Li (2007)

#### ComMartin Mendonça:Agridoce
- Agridoce (2011)
- Agridoce E.P. (2012)

#### ComNando Reis: PITTYNANDO
- As Suas, As Minhas E As Nossas (2022)
- As Suas, As Minhas e As Nossas: Ao Vivo (2023)

## Turnês
- 2003-05: Admirável Turnê Nova[342]
- 2005-07: Turnê Anacrônica
- 2007-09: Turnê {Des}Concerto[343]
- 2009-11: Turnê Chiaroscuro[344]
- 2011: A Trupe Delirante em Turnê[158]
- 2014-16: Turnê SETEVIDAS[345]
- 2018-23: Tour Matriz[346]
- 2023-24: #ACNXX
- 2024-25: Turnê Pitty2024

#### Turnês em parceria
- 2022-23: Turnê As Suas, As Minhas E As Nossas (com Nando Reis)

## Filmografia
| Ano       | Título                                    | Personagem        | Função                     | Nota              | Ref.    |
| --------- | ----------------------------------------- | ----------------- | -------------------------- | ----------------- | ------- |
| 2004      | Família MTV                               | Ela mesma         | Apresentadora              | Documentário      |         |
| 2004      | Admirável Vídeo Novo                      | Ela mesma         | Cantora                    | Documentário      |         |
| 2005      | Sessões Anacrônicas                       | Ela mesma         | Cantora                    | Documentário      | [ 347 ] |
| 2005      | Casseta & Planeta Urgente                 | Ela mesma         | Episódio: "11 de outubro"  | Humorístico       | [ 348 ] |
| 2008      | Charles Manson                            | Dançarina         | Participação especial      | Curta-metragem    | [ 349 ] |
| 2009      | É Proibido Fumar                          | Mikaela           | Participação especial      | Longa-metragem    | [ 83 ]  |
| 2009      | Casseta & Planeta Urgente                 | Ela mesma         | Episódio: "15 de dezembro" | Humorístico       | [ 350 ] |
| 2009      | Chiaroscope                               | Ela mesma         | Cantora                    | Documentário      |         |
| 2012      | Multishow Registro: Agridoce - 20 Passos  | Ela mesma         | Cantora                    | Documentário      |         |
| 2013      | My MTV                                    | Ela mesma         | Apresentadora              | Documentário      |         |
| 2015      | Mortal Kombat X                           | Cassie Cage (voz) | Dublagem                   | Jogo eletrônico   |         |
| 2015      | Música.Doc                                | Ela mesma         | Apresentadora              | Documentário      | [ 351 ] |
| 2015      | Pitty Apresenta TOP 10                    | Ela mesma         | Apresentadora              | Videoclipes       | [ 352 ] |
| 2015      | Pela Fresta                               | Ela mesma         | Cantora                    | Documentário      |         |
| 2016      | Turnê SETEVIDAS Ao Vivo: Pílula           | Ela mesma         | Cantora                    | Mini-documentário |         |
| 2016      | Dê Um Rolê                                | Ela mesma         | Cantora                    | Documentário      |         |
| 2017-2022 | Saia Justa                                | Ela mesma         | Co-apresentadora           | Talk show         | [ 265 ] |
| 2017      | Popstar                                   | Ela mesma         | Técnica                    | Talent show       |         |
| 2018      | Do Ventre à Volta                         | Ela mesma         | Cantora                    | Documentário      |         |
| 2019      | Pitty na Estrada                          | Ela mesma         | Cantora                    | Documentário      |         |
| 2019      | Tudo Pela Música (Os 20 Anos de Deck)     | Ela mesma         | Cantora                    | Documentário      | [ 353 ] |
| 2020      | MATRIZ.doc                                | Ela mesma         | Cantora                    | Documentário      |         |
| 2022      | Casulo Musical                            | Ela mesma         | Cantora                    | Documentário      |         |
| 2023      | ADMIRÁVEL CHIP NOVO (RE)ATIVADO - MiniDoc | Ela mesma         | Cantora                    | Mini-documentário |         |
| 2024      | PAUSA - Curta Documental                  | Ela mesma         | Cantora                    | Mini-documentário |         |

## Livro
| Ano  | Título                                       | Editora       | Páginas |
| ---- | -------------------------------------------- | ------------- | ------- |
| 2014 | Pitty - Cronografia: Uma Trajetória em Fotos | Edições Ideal | 160     |

## Premiações
A cantora Pitty já ganhou os prêmios MTV Video Music Brasil, Prêmio Multi Show e muitos outros resultando em mais de 80 prêmios vencidos durante a sua carreira, tornando-se uma das cantoras mais premiadas no Brasil.
| Ano  | Organização  | Recipiente(s) | Categoria            | Resultado |
| ---- | ------------ | ------------- | -------------------- | --------- |
| 2022 | Prêmio iBest | Ela mesma     | Influenciadora Bahia | TOP3      |